# Laminopora contorta
Laminopora contorta is een mosdiertjessoort uit de familie van de Adeonidae. De wetenschappelijke naam van de soort is voor het eerst geldig gepubliceerd in 1842 door Michelin.